# Regina Aprijaskis
Regina Aprijaskis (Burdeos, 1919 - Lima, 2013) fue una artista francesa establecida en el Perú. Fue conocida, fundamentalmente, por su producción pictórica centrada en la Abstracción geométrica.

## Biografía

### Infancia y juventud
Regina Aprijaskis nace en Burdeos (Francia) en el año de 1919. A la edad de 5 años se muda con sus padres a la ciudad de Lima (Perú) en donde permanece hasta la edad de 10 años. En 1931, su familia decide regresar a Europa, específicamente a Bulgaria de donde eran originarios. En ese país, Regina estudia en un colegio de monjas francesas durante un lapso de dos años y medio hasta que, debido al agravamiento de la situación política en Europa producto del régimen nazi, la familia decide regresar al Perú.
En Lima, prosigue sus estudios en el colegio de las hermanas Castañeda, en la calle Belén, el cual abandona para proseguir su formación en la Escuela Nacional Superior Autónoma de Bellas Artes del Perú que, en esos momentos, era dirigida por José Sabogal.

### Formación
Regina Aprijaskis estudió artes plásticas en la Escuela de Bellas Artes de Lima, donde frecuentó y tuvo como mentores a notables pintores indigenistas. Así, sus primeros años estuvieron marcados por las enseñanzas que le brindan Camilo Blas, con quien empieza a conocer los fundamentos de la pintura figurativa, y José Sabogal, con quien empieza a trabajar el desnudo. Así mismo, entabla una firme amistad con Julia Codesido durante su estadía en Estados Unidos como directora interina y profesora de la Escuela de Bellas Artes Julia Codesido. 
Hacia la década de 1950 viaja a Nueva York donde puede apreciar la obra de Mark Rothko y Barnett Newman. En la década de 1960 recibe formación en el taller del pintor expresionista abstracto Theodoros Stamos. La influencia de esta estadía en Estados Unidos durante casi 18 años fue decisiva para el viraje de su pintura hacia la abstracción geométrica.

## Exposiciones

### 1968 - Instituto de Arte Contemporáneo: La serieParacas
En 1968 realiza su primera exhibición individual en las salas del Instituto de Arte Contemporáneo de Lima en donde expone la serie pictórica Paracas, cuadros que pintó el año previo. Las obras que componían esta muestra —cuadros abstractos en los que primaba el color, a disposición de una composición apenas definida por fragmentos que interrumpían el primer plano— sentarían las bases de su pintura posterior. La muestra fue elogiada por el crítico de arte peruano Juan Acha por su afán vanguardista y racionalista.
A decir del crítico peruano Jorge Villacorta, la obra de Aprijaskis constituye una de las pocas propuestas sólidas de abstracción geométrica sobre la base de principios constructivistas que se han desarrollado en el panorama de las artes visuales en el Perú.

### 1995 - Sala Luis Miró Quesada G. - Centro Cultural de la Municipalidad de Miraflores
27 años después que Regina dejara de pintar en la época del régimen del general Velasco para ayudar a su marido en su fábrica, es invitada en 1995 por Luis Lama, en el momento director de la Sala Miró Quesada de la Municipalidad de Miraflores, a exhibir sus nuevas composiciones. Así, regresa al mundo de la pintura presentando una antología de nuevas composiciones en acrílico basadas en un conjunto de figuras geométricas en colores variados, similar a paralelepípedos sobrepuestos en una mesa.

### 1997 - Sala Luis Miró Quesada G. - Centro Cultural de la Municipalidad de Miraflores
Regina presenta una serie de pinturas centradas en el color, con un acercamiento al estilo de Josef Albers por "la partición de los planos y la entrada, como una cuña, de un fragmento horizontal que viene a quebrar la estabilidad de las verticales" y en teoría por su fascinación en "desarrollar las facultades de observación y de articulación" de los colores.

### 1998 - Casona de San Marcos. - Parque Universitario - Lima
Regina mantiene sus obras con variaciones sutiles sobre el tema de las verticales como divisoras. Para Regina, la vertical tiene "un sentido de porfiada afirmación de la vida, una secuencia de ritmos insistentes que dejan constancia vital. Y el enfrentamiento de colores, casi siempre primarios yuxtapuestos al negro, contribuye a dar la sensación de brillantez y frescura de las cosas vivas."

### Obras posteriores
En 1999 presenta obras en dos galerías, entre las cuales podemos encontrar pinturas que siguen una práctica minimalista y pinturas de pequeño formato donde mantiene sus experiencias intuitivas sobre el color.
En el 2001 presenta una exposición donde se encuentran cuadros llenos de horizontales y verticales trabajados en segmentos que mantienen el procedimiento de la proporción áurea.